# 선산 김씨
선산 김씨(善山金氏)는 경상북도 구미시 선산읍을 본관으로 하는 한국의 성씨이다. 선산의 고호가 일선이어서 일선 김씨(一善 金氏) 라고도 불리었다.
신라 대보공 김알지의 후예로 고려 삼중대광 문하시중(三重大匡 門下侍中)인 선주백(善州伯) 김선궁(金宣弓)의 후손들이 그를 시조로 하고 선산을 본관으로 세계를 이어 왔다.
또, 신라 원성왕 김경신(金敬信)의 후예로 좌복야(左僕射) 김한충(金漢忠)의 후손인 화의군(和義君) 김기(金起)가 고려 말 선산으로 낙향하면서 후손들이 선산을 본관으로 삼았다. 이들은 이조(異祖) 동본동성(同本同姓)이다.

## 개요
우리나라 국내의 성씨 가운데 조상이 서로 다른 데도 불구하고, 같은 지역에 뿌리를 두고 같은 성씨를 쓰며 마치 두 집안이 동성동본(同姓同本)인양 오인을 받는 경우가 더러 있는데 선산 김씨(善山 金氏)도 그중의 하나이다. 선산 김씨(善山 金氏)는 김선궁(金宣弓)계가 주류를 이루고 있다.
김한충(金漢忠)계는 남한 인구 조사에서 파악되지 않고 있으며, 다만 김한충 계열 중 일제시대에 경순왕의 8자라는 김추(金錘. 추정)를 시조로 소원시켜 분적한 후손들만 집계되고 있다.
이 둘을 구분하기 위해 김선궁(金宣弓) 계통을 일선 김씨라 하고, 김한충(金漢忠) 계통 중 김추(金錘. 추정)를 시조로 소원시켜 분적한 계열을 들성 김씨라 한다.
이와 같이 선산 김씨가 이조(異祖) 동본동성(同本同姓)이 일어나게 된 것은, 선산(善山)에 뿌리를 두면서부터이다. 선산(善山)의 고호가 일선(一善)이어서 본관을 일선(一善)으로 사용하다가, 조선조에 들어 선산으로 지명이 바뀌면서 혼동이 발생되었다.

## 본관
선산(善山)은 본래 신라 눌지왕 때 일선군(一善郡)이라 하였으며, 614년(진평왕 36)에 일선주(一善州)로 승격되었다가 687년(신문왕 7)에 폐지되었다. 757년(경덕왕 16) 숭선군(崇善郡)으로 개칭했다가, 995년(성종 14)에 다시 선주(善州)로 고쳤으며, 1018년(현종 9) 상주의 속현이 되었다.
1143년(인종 21)에 일선현(一善縣)으로 승격되었으며, 다시 지선주군사(知善州郡事)로 승격되었다. 조선시대 군현제 개편에 의해 1413년(태종 13)에 선산군(善山郡)으로 되었다가 2년 뒤 선산도호부(善山都護府)로 승격되었다.
1896년 경상북도 선산군(善山郡)이 되었다. 1914년 군면 통폐합에 따라 선산면, 옥성면, 도개면, 해평면, 산동면, 고아면, 구미면, 장천면, 무을면이 되었다. 1963년에 구미면이 읍으로 승격되고, 1978년에 시로 승격하여 분리되었다. 1979년에 선산면이 선산읍으로 승격했다. 1995년 전국 행정구역 개편으로 구미시와 선산군이 통합하여 새로운 구미시가 되었다.

## 김선궁(金宣弓) 계

### 역사
시조 김선궁(金宣弓)은 초명이 김선(金宣)이며, 고려조에 삼중대광 문하시중(三重大匡 門下侍中)을 지내고 대승(大丞)에 추증되었다. 선주백(善州伯)에 봉해지고 순충공(順忠公)의 시호가 내렸다.
문헌에 의하면 고려 태조가 백제를 정벌할 때 숭선(嵩善. 지금의 경북 구미시) 지방 전투에 병사를 모집함에 김선궁(金宣弓)이 고을 아전(衙前)으로써 응모하니, 고려 태조는 자신이 쓰던 활 어궁(御弓)을 하사하고 이름도 선궁(宣弓)이라 지어 주었다. 전쟁에서 공을 세워 시중(侍中)에 오르고 선주백(善州伯)에 봉해졌다. 선주(善州)는 일선(一善)의 고호이다. 아들 김봉문(金奉文)도 아버지 뒤를 이어 일선(一善)에서 아전(衙前. 지방 지배자)이 되었다.
그리하여 후손들이 관향을 일선(一善)으로 하여 세계(世系)를 이어오다가, 조선 태종 때 선산(善山)으로 개칭됨에 따라 선산(善山)으로 하였다. 혹칭 일선 김씨(一善 金氏)라 한다.
김선궁의 《순충공 신도비명》(順忠公 神道碑銘)에도 처음 적(籍)을 일선(一善)에 두어 세계(世系)를 이어 왔으나, 조선 태종 때 지명이 선산(善山)으로 개칭됨에 따라 관향을 선산(善山)으로 하였다고 하였다.
14세 김제(金齊)는 고려 조봉랑 지평해군사로 고려가 망하고 조선이 개국하자 군청벽에 도해 벽상시 27자를 남기고 바다로 들어갔다. 예조참판에 증직되고 시호가 충개공이며 안동 고죽서원, 고창 운곡서원, 울진 운암서원에 배향 되었다.
[ 平海海上 ] 평해해상 
```
呼船東問魯連津(호선동문노연진)  배를 불러 동쪽 노중련의 나루를 물으니,

五百年今一介臣(오백년금일개신)  오백년 고려조의 한사람 신하로다.

可使孤魂能不死(가사고혼능불사)  외로운 이 영혼이 죽지 않고 남는다면,

願隨紅日照中垠(원수홍일조중은)  붉은 해를 따라가 님 계신곳 비추리.
```

14세 김주(金澍)는 김제(金齊) 아우로 고려조에 등과하여 벼슬이 예의판서로 하절사로 명나라 사신으로 갔다가 돌아오는 길에 조선이 개국하자 서신과 의복을 아내에게 보내고 돌아오지 않았다. 선산 월암서원에 배향 되었다.
[ 鴨綠江別書狀官 ](압록강별서장관) 서장관에게 보낸 압록강 고별 편지
隴樹蒼蒼塞日昏 (롱수창창새일혼) 언덕위의 푸른나무 해를 막아 어둡고,
白山雲雪照離樽(백산운설조이준) 백두산의 구름과 눈 이별의 술잔에 비취네 
君行莫恨天涯別(군행막한천애별) 그대는 가서 천애의 이별을 한탄마오 
我是歸人亦斷魂(아시귀인역단혼) 나는 이에 살아서 돌아가나 혼은 죽었네         
  김선궁의 손자 김흥술(金興述)은 삼사우윤(三司右尹) 김봉문(金奉文)의 아들로, 호장(戶長)을 역임하고 일파를 이루었다. 특히 김흥술의 13세손 김숙자(金叔滋)와 그의 아들 김종직(金宗直)은 가문을 빛낸 인물이 되었다. 
김숙자(金淑滋)는 야은(冶隱) 길재(吉再)로부터 조선 성리학의 정통을 이어 받았으며, 세자우정자(世子右正字)·성균관사예(成均館司藝) 등을 역임하고, 낙향해서는 조선 성리학 발전에 큰 업적을 쌓았다. 낙봉서원에 배향되었다.
김종직(金宗直)은 조선 초기 성리학적 정치질서를 확립하려 했던 사림파의 사조(師祖)로 공조참판·지중추부사 등을 역임하였다. 낙향해서는 성리학적 향촌질서를 수립하는 데 주력하면서, 김굉필(金宏弼)·정여창(鄭汝昌)·김일손(金馹孫) 등 여러 제자들을 가르쳐 중앙 관료로 대거 진출시켜 사림파를 형성해 훈구파와 대립하다 무오사화를 당하여 엄청난 화를 입었다. 문충공(文忠公)의 시호가 내려지고, 영남 사림파의 종장(宗匠)이 되었으며, 금오서원(金烏書院)등에 배향되었다.
김흥술의 후손 김교(金嶠)는 무과에 급제하여 벼슬이 판서(判書)였으며, 공신으로서 선산부원군(善山府院君)에 봉해졌다. 시호는 양양공(良襄公)이다.
김선궁의 후손 김광발(金光發)은 벼슬이 경력(經歷)이었으며, 일파를 이루었다.

### 분파
- 백암파(白巖派) : 14세 김제(金齊) 또는 김제(金濟), 김제해(金䶒海)), 증 가선대부 예조참판 행 고려 조봉랑 지평해군사, 시 충개공, 서원 배향
- 농암파(籠巖派) : 14세 김주(金澍), 고려 예의판서 황명예부상서 시 충정공, 서원 배향
  - 문대공파(文戴公派) : 18세 김응기(金應箕), 대광보국 숭록대부 의정부 우의정 좌의정 시 문대공, 서원 배향
- 간의공파(諫議公派) : 12세 김우류(金右鏐), 고려 우간의대부 우문관직제학, 지제고 봉익대부
- 화의군파(和義君派) : 13세 김달상(金達祥), 고려 지밀직사사 부대피난 일등공신, 신축호종 일등공신 화의군
  - 취수공파(醉睡公派) : 17世 김수양(金粹讓), 성묘 등과 통훈대부 보령현감
  - 송천공파(松川公派) : 23세 김천일(金千鎰), 등문과 풍기군수 성균관 사예, 춘추관 편수관 예빈사정
    - 성암파(省庵派) : 22세 김효원(金孝元), 알성 문과 세자좌부빈객, 이조참판 증가선대부, 서원 배향
    - 소암파(素庵派) : 22세 김이원(金履元), 알성 문과 병조판서겸판의금부사, 세자사 대광보국숭록대부 의정부 영의정 겸 영경연사 홍문관 춘추관 관상감사 세자사 숭양부원군
    - 곤육재파(困六齋派) : 22세 김의원(金義元), 신묘 문과 수세자 시강원보덕, 지제교 겸 춘추관수찬관
- 낭장공파(郞將公派) : 13세 김달경(金達卿), 고려 중랑장
- 대장군파(大將軍派) : 9세 김창서(金昌緖), 고려 검교흥위위대장군
- 우윤공파(右尹公派) : 12세 김득자(金得資), 고려 삼사우윤
- 양양공파(良襄公派) : 17세 김교(金嶠), 병조판서 적개일등공신, 시 양양공, 선산부원군
- 정조공파(正朝公派) : 12세 김연(金延), 고려 정조(正朝)
  - 강호파(江湖派) : 16세 김숙자(金叔滋), 중훈대부 성균관 사예, 증 중직대부 예문관 직제학 겸 춘추관기주, 증 자헌대부 호조판서 지춘추관사, 증 이조판서 양관대제학, 시 문강공, 서원 배향
    - 과당공파(苽堂公派) : 17세 김종유(金宗裕), 진사 관교수
    - 점필재파(佔畢齋派) : 17세 김종직(金宗直), 전라도 관찰사겸 수군절도사, 한성부윤, 형조판서 증 영의정 시 문충공, 서원 배향

### 인물

#### 고려
- 김봉술(金奉術) : 김선궁(金宣弓)의 장자, 문하시중(門下侍中), 시호 장절공(壯節公), 이후 6대 실전(失傳)
- 김봉문(金奉文) : 김선궁(金宣弓)의 차자, 삼사우윤(三司右尹), 안일호장(安逸戶長)
- 김흥술(金興述) : 김봉문(金奉文)의 아들, 호장(戶長), 일파를 이룸
- 김흥림(金興林) : 김봉문(金奉文)의 아들, 대호군(大護軍)
- 김임남(金任南) : 김흥림(金興林)의 손자로 상장군·판도판서(版圖判書)
- 김광의(金光義) : 문화왕후의 조부로 상서좌복야 상주국 화의현개국백(尙書左僕射 上柱國 和義縣開國伯)에 봉해짐
- 김원숭(관문)(金元崇)(關門) : 선주(善州). 선산) 출신의 호족으로 문화왕후의 아버지, 수태위 겸 시중 상주국 화의군개국후(守太尉 兼侍中 上柱國 和義君開國候)에 봉해짐
- 문화왕후(文和王后) 김씨 : 아버지가 김원숭으로 성종비
- 김득충(金得忠) : 9세손, 문하시랑평장사(門下侍郞平章事)·수문전태학사(修文殿太學士)·상주국태자태사(上柱國太子太師)
- 김계수(金季壽) : 13세손, 판종부사사(判宗簿寺事)
- 김원로(金元老) : 고려(高麗) 증(贈) 정순대부(正順大夫) 예의판서(禮儀判書) 동부찬성사 판밀직사사(判密直司事) 진현관 대제학(進賢館 大提學) 지춘추관사(知春秋館事) 상호군(上護軍) 행(行) 신호위보승낭장(神虎衛保勝郎將)
- 김제(金濟) : 14세손, 고려 말 절신(節臣), 증 예조참판, 시호 충개공(忠介公)
- 김주(金澍) : 14세손, 고려 예의판서(禮儀判書), 고려 말에 사신(使臣)이 되어 중국에 들어갔다가, 조선 태조가 개국하였다는 말을 듣고는 그대로 돌아오지 않음, 시호 충정공(忠貞公), 서원에 배향, 일파를 이룸

#### 조선
- 김자연(金子淵) : 증 이조판서 행 이조참판
- 김효정(金孝貞) : 김제의 손자, 문과 급제, 이조 판서(吏曹判書)·집현전 대제학(集賢殿 大提學) 예문관 대제학(藝文館 大提學), 시(諡) 문정공(文貞公), 서원 배향
- 김안생(金安生) : 문과 사헌부 장령, 공신
- 김장눌(김장눌) : 문과 사헌부 집의, 상주목사
- 김지경(金之慶) : 김주의 손자, 대사간·강원도관찰사·개성유수 등을 역임, 시호 경질(景質)
- 김응기(金應箕) : 김지경의 아들, 문과 급제, 우의정·좌의정·영중추부사, 학식이 넓어 천문·지리·수학에도 정통, 시호 문대(文戴), 서원에 배향
- 김경직(金敬直) : 김주의 10세손, 문과 급제, 사도시정(司導寺正), 서원에 배향
- 김효원(金孝元) : 김선궁(金宣弓)의 20세손, 문과 급제, 삼척부사(三陟府使), 호당(湖堂), 서원에 배향, 일파를 이룸
- 김이원(金履元) : 김효원의 동생, 문과 급제, 병조판서, 판중추부사
- 김세렴(金世濂) : 김효원의 손자, 문과 급제, 호조판서(戶曹判書), 호당(湖堂), 시호 문강공(文康公)
- 김극빈(金克鑌) : 김효원의 조카, 정근옹주 부마(駙馬), 선조의 서녀 사위, 일선위(一善尉)에 봉해짐
- 김익용(金益容) : 김효원의 9세, 문과 급제, 판서(判書), 제학(提學)
- 김승순(金承順) : 숙신옹주 부마, 정종의 외손녀 사위
- 김숙자(金淑滋) : 김흥술(金興述)의 13세손, 문과 급제, 사예(司藝), 시호 문강공(文康公), 서원에 배향, 성리학 발전에 큰 업적을 쌓음
- 김종직(金宗直) : 김숙자의 아들, 문과 급제, 형조판서(刑曹判書), 시호 문충공(文忠公), 서원에 배향, 영남 사림파의 종장(宗匠)으로 추앙, 무오사화
- 김교(金嶠) : 김흥술의 14세손, 조선 무과 급제, 판서(判書), 공신 선산부원군(善山府院君)에 봉해짐, 시호는 양양공(良襄公)

#### 근·현대
- 김창종 : 헌법재판소 재판관
- 김우석 : 내무부 장관, 건설부 장관
- 김영환 : 제3대 과학기술부 장관, 4선 국회의원
- 김윤환 : 6선 국회의원, 신한국당 대표
- 김동영 : 4선 국회의원, 정무장관
- 김태환 : 3선 국회의원
- 김영선 : 3선 국회의원
- 김영철 : 대구고검장, 법무 연수원장
- 김범부 : 독립운동가
- 김철수 : 서울대 교수, 헌법학자
- 김병윤 : 육군 중장 예편
- 김광섭 : 제20대 영부인의 부친
- 김건희 : 제20대 영부인

### 집성촌
- 대구광역시 전역
- 경상북도 전역
- 부산광역시 전역
- 경상남도 창원시 진주시 밀양시 거창군 합천군 함양군 함안군 창녕군 김해시
- 서울특별시 전역
- 경기도 이천시 일원
- 광주광역시 전역
- 전라남도 나주시 목포시 장흥군 신안군 일원
- 전라북도 군산시 익산시 김제시 고창군 장성군 담양군 일원
- 대전광역시 전역
- 충청남도 공주시 당진시
- 충청북도 충주시 제천시 일원
- 강원도 춘천시 원주시 홍천군 화천군 영월군 일원
- 제주도

### 인구
- 2000년 109,682명
- 2015년 138,819명

## 김한충(金漢忠) 계

### 역사
시조 김한충(金漢忠)은 신라 대보공 김알지의 후예로, 시호는 원평공(元平公)이다.
경순왕의 당제(堂弟)로 931년 2월 고려 태조가 신라를 방문하고 귀국할 때 볼모가 되어 고려 왕건을 따라가 고려조에 공신이 된 김유렴(金庾廉)의 고손이다.
문과에 급제한 뒤 여러 차례 승진하여 1087년(선종 4) 합문인진사(閤門引進使) 상경차도위(上輕車都尉)가 되어 요나라에 다녀오고, 이어 형부시랑·예부상서를 거쳐 추밀원사·상서좌복야(尙書左僕射)를 역임하였다.
1097년(숙종 2) 동북면병마사로 덕원(德源) 지방을 노략질 하던 여진을 토벌하여 공을 세우고, 1107년(예종 3 윤관(尹瓘)이 여진을 정벌할 때 중군병마사(中軍兵馬使)로 출정하여 공을 세웠다.
그러나 그의 부인이 문종(文宗) 비첩의 딸이었으므로 대성(臺省) 같은 청요직에는 취임하지 못하였다. 3남 2녀를 두었다.
이후 세계가 실전되고 고려말 화의군(和義君) 김기(金起)를 1세조(世祖)로 하여 세계를 이어오고 있다. 그는 중서령 김성원(金成元)의 아들로 고려말 출사하여 광주목사(廣州牧使)를 역임하고 화의군(和義君)에 봉해졌다. 기울어져 가는 고려의 사직을 개탄하여 관직을 버리고 불사이군(不事二君) 정신으로 낙향하여 선산군 옥성면 포상동(浦上洞) 하송산(下松山) 아래에 터를 잡고 살다 여생을 마쳤다. 화의(和義)는 선산(善山)의 별호인 관계로 후손들이 본관을 선산(善山)으로 하였다.
후손들이 번성하면서 비좁은 골짜기를 벗어나 청룡산과 당산 줄기가 사방 20리나 병풍처럼 둘러싸인 남쪽 들판으로 옮겨 평성(坪城)이라 명하고, 정착하여 500여년 세거지로 명성을 드높였다. 혹칭 평성 김씨(坪城 金氏) 또는 들성 김씨라고도 한다.
화의군 김기(金起)의 5대손 김취문(金就文. 1509 ∼ 1570)은 호가 구암(久菴)으로 청백리에 선정되고 강원도 관찰사 대사간을 역임하였는데, 그의 저서 《구암집》에 선산 들성 김씨의 먼 조상의 휘가 김한충(金漢忠)이라 하였다.
김선궁계 선산(일선)김씨 대동보 경오보(庚午譜, 1690년)에 의하면 판서공 김원로의 사위 김기(金起)는 경주인(慶州仁)으로 고려 추밀사 김한충(金漢忠)의 후손으로 선산(善山)으로 개본(改本)하였다고 하였다라고 기록되어 있다.

#### 가족 관계
- 고조부 : 김유렴(金庾廉), 경순왕의 당제, 경순왕을 따라 고려에 귀부, 공신
  - 부인 : 고려 문종 비첩의 딸
    - 장자 : 김경초(金景初)
    - 차자 : 김경원(金景元) - 금 동경에 지례사로 감
    - 삼자 : 김경약(金景若)
    - 장녀 : ?
    - 차녀 : 수주최씨(水州崔氏) 최정(崔精)에게 출가[13] - 최사위(崔士威) 증손

### 분파
고려 말엽에 검교중랑장을 지낸 16세 '김문'(金文)은 슬하에 네 아들 김성원(金成元), 김성부(金成富), 김성룡(金成龍), 김성여(金成呂)를 파조로 하여 4대파로 분파하였다.
- 중서령공파(中書令公派) : 파조 김성원(金成元)은 고려조 서운관정(書雲觀正)과 중서령(中書省)을 지냈다. 그의 아들 '김기'(金起)는 광주목사(廣州牧使)를 지내고 화의군(和義君)에 봉해졌다. 조선이 개국되자 불사이군 정신으로 선산(善山)에 내려와 고려 유신으로 절의를 지켰다. 화의(和義)는 선산(善山)의 별호이다.[14]
- 판서공파(判書公派) : 파조 '김성부'(金成富)는 고려조 전의부정(典醫副正)을 지내고, 조선개국 원종공신으로 호조 판서에 이르렀다. 그의 장자 김경도(金敬道)는 조산대부로 밀양교수를, 차자 김경적(金敬迪)은 강화교수를 지냈다. 그 후손들은 함경도 단천 고읍을 중심으로 길주, 성진, 이원, 풍산, 북청, 홍원 등에 세거(世居)하였다.
- 좌의정공파(左議正公派) : 파조 김성룡(金成龍)은 고려말 산원동정(散員同正)을 지냈고, 조선개국 원종공신으로 대광보국 숭록대부 좌의정에 이르고 화의부원군(和義府院君)에 봉해졌다. 그의 아들 김탁(金逴)은 병조참의, 증손 김정신(金鼎臣)은 안동도호부사를 지냈다. 후손들은 경기도 이천등에 세거(世居)하였다.
- 별장공파(別將公派) : 파조 '김성여'(金成呂)는 고려말 별장동정(別將同正)을 지냈다. 그의 아들 김선(金選), 손자 김요신(堯臣), 김순신(金舜臣)등의 행적은 알지 못하고, 후손들이 평안도에 세거(世居)하였다.

### 인물

#### 고려
- 김숭(金崧) : 고려 때 문하시중
- 김인선(金印宣) : 집현전 태학사
- 김성원(金成元) : 서운관정, 중서령(中書令)에 추증
- 김기(金起) : 중서령 김성원의 아들, 고려 말에 등제하여 정순대부 광주목사(廣州牧使)에 이르렀으며 화의군(和義君)에 봉해졌다. 고려가 망하자 슬퍼하며 불사이군(不事二君)의 절의(節義)를 지켜 선산(善山)에 은거(隱居) 종신(終身)하였다.
- 김성부(金成富) : 전의부정(典醫副正)
- 김성룡(金成龍) : 산원동정(散員同正)
- 김성여(金成呂) : 별장동정(別將同正), 평안도 정착

#### 조선
- 김경도(金敬道) : 화의군 김기 아들, 조산대부 밀양교수
- 김경적(金敬迪) : 화의군 김기 아들, 교수(敎授)
- 김중곤(金仲坤) : 절충장군
- 김광좌(金匡佐. 1466∼1545) : 화의군 김기(金起)의 현손, 충무위(忠武衛), 증이조참판, 들성에 세거하던 선산 임씨 상장군(上護軍) 임무(林珷)의 사위로 처부모를 봉양하기 위해 들성에 입향
- 김취성(金就成. 1492 ~ 1550) : 조선 전기의 학자, 증이조참판 김광좌의 장자, 자는 성지(成之), 호는 진락당(眞樂堂) 또는 서산(西山), 일찍이 박영(朴英)의 문하에 들어가 『중용(中庸)』과 『대학(大學)』을 배워 존심양성(存心養性)의 방법과 관물성찰(觀物省察)의 오묘한 뜻을 터득하고, 무극(無極)과 태극(太極)의 묘용(妙用)을 배워 그 이치를 깨달았다. 한평생을 학문탐구에 몰두하고 일가를 이루었다. 만년에 김정국(金正國)과 이언적(李彦迪)의 추천으로 네 차례나 참봉에 임명되었으나 모두 사직하고 부임하지 않았다. 의학에 대하여 많은 연구를 함으로써 약성(藥性)과 경락(經絡)에 대한 지식이 깊어 병든 사람을 많이 치료하였다. 저서로는 『진락당집』이 있다.
- 김취문(金就文. 1509 ∼ 1570) : 조선 중기의 문신, 자는 문지(文之), 호는 구암(久菴), 김광좌(金匡佐)의 아들, 어려서부터 형 김취성과 함께 박영(朴英)의 문하에서 성리학을 배워 그 학통을 이었다. 1537년(중종 32) 식년 문과에 급제하여 지방 수령으로 전전하다가 사성(司成)이 되었다. 명종 때 청백리(淸白吏)에 녹선(錄選)되었으며, 1568년(선조 1) 강원도 관찰사를 지낸 뒤 대사간에 이르렀다. 문집으로서는 《구암집》(久庵集)이 전한다. 시호가 정간(貞簡)에서 문간(文簡)으로 바꾸었다.
- 김종무(金宗武. 1548 ~ 1592)  : 구암 김취문의 아들, 임진왜란 때 상주 북천전투에서 순국, 이조판서에 추증, 상주 충렬사(忠烈祠)에 제향
- 김천영(金天英) : 김취빈(金就彬)의 손자, 1610년(광해군 2) 식년문과에 병과 급제, 성균관 전적
- 김양선(金揚善) : 증이조참판 김광좌의 증손자, 조선 후기 문신, 동강 김우옹의 총애를 받았으며, 1616년(광해군 8)에 문과에 급제하여, 전적·감찰·형조좌랑을 거쳐 경상도사를 역임
- 김하량(金廈樑) : 여헌 장현광(張顯光)의 문인, 1632년(인조 10) 식년문과 병과 급제, 안동부사·판결사·한성부우윤 등을 역임, 예조판서에 추증
- 김원섭(金元燮) : 한성우윤 김하량(金廈樑)의 아들, 1672년(현종 13) 별시문과에 병과로 급제하여 사헌부에 들어갔다. 1680년(숙종 6) 경신대출척으로 남인이 실세하자 관직에서 쫓겨났다. 1689년 기사환국으로 남인이 재집권하자 다시 등용되어 사헌부·사간원·홍문관의 청요직을 두루 거쳐 대사간에 이르렀다. 1692년 대신 민정중(閔鼎重)의 죄를 논하다가 단천으로 유배되었고, 이후 경흥으로 유배지를 옮겨 6년 동안 귀양살이를 하다 1699년 풀려났으며, 1710년 공주 보문산의 오두막에서 별세하였다.
- 김몽화(金夢華) : 문간공 김취문의 후손, 1754년(영조 30) 4월 문과 급제, 한림·설서·승지를 거쳐 한성좌윤에 올랐다.
- 김성진(金聲振) : 교위 김취연의 후손, 1801년(순조 1) 문과 급제, 사헌부감찰, 경상도 도사를 역임

#### 근·현대
- 김정묵(金正默. 1888 ~ 1944) : 일명 해산(海山)·규환(奎煥). 일제강점기 중국으로 망명 대한민국 임시정부에 참여한 독립운동가, 1991년 건국훈장 애국장이 추서되었다.
- 김덕 : 21대 통일원장관 겸 부총리
- 김관용 : 경북지사
- 김성조 (1958년)  : 16~18대 국회의원, 대학총장, 경북문화관광공사 사장
- 김상조 : 공정거래위원장

## 김추(金錘) 계 (추정)
시조 김추(金錘)는 경순왕과 고려 태조의 맏딸인 낙랑공주 왕씨 소생의 7자로 상서령(尙書令)을 지내고 일선군(一善君)에 봉해졌다고 한다.
조선 후기 1784년 개성 어느 산기슭에서 우연히 발견되었다는 《김은열 묘지명》에 경순왕의 8자가 김종(金鐘)이라 기록되어 있다. 
이후 경주 김씨 일문 족보류에 경순왕의 8자들이 등재되기 시작하였는데, 족보에 옮기는 과정에 서차가 바뀌고, 이름을 개명하고, 시호를 작호하는 등 가필을 심하게 하였는다. 8자 김종(金鐘)도 7자라 하고 이름도 김추(金錘)로 개명하고, 시호를 일선군(또는 삼척군)으로 작호하는 등 가필을 심하게 하였다.
이러한 《김은열 묘지명》 및 경순왕의 8자들에 대해서 『고려사』 등의 문헌은 물론이고, 그 어떤 금석문에도 찾아볼 수가 없다는 것이다.
☞ 삼척 김씨(三陟 金氏)에서는 시조 김위옹(金渭翁)의 아버지가 경순왕의 8자 삼척군(三陟君)[또는 일선군(一善君)] 김추(金錘)라 한다.
그러나 《증보문헌비고》·《조선씨족통보》등의 문헌에 김추(金錘)를 시조로 하는 김씨(金氏)계는 보이지 않는다. 
따라서 김추(金錘)를 시조로 하는 김씨 계에 대해서는 각종 자료 및 견해가 난무하는 관계로 좀더 고증을 거쳐야 될 것으로 보인다.

## 참고 자료
- 「종가의 제례와 음식」, 김종직의 생애, 국립문화재연구소 저, 김영사(2005년, 9~15p)